# Asesinato de April Jones
April Sue-Lyn Jones (Machynlleth, Gales; 4 de abril de 2007 - c. 1 de octubre de 2012) era una niña galesa que desapareció el 1 de octubre de 2012, después de que la vieran subiendo voluntariamente a un vehículo cerca de su casa. La desaparición de Jones, de cinco años, generó una gran cobertura de prensa nacional e internacional. Un hombre local de 46 años, Mark Bridger, fue arrestado posteriormente.
El 30 de mayo de 2013, Bridger fue declarado culpable del secuestro y asesinato de April, además de pervertir el curso de la justicia. Fue condenado a cadena perpetua, y el juez de primera instancia ordenó que nunca fuera puesto en libertad.

## Desaparición
La tarde del lunes 1 de octubre de 2012, Jones asistió a clases de natación en un centro de ocio local, mientras que su madre y su padre se encontraban en una velada para tutores en su escuela. Luego, Jones invitó a una amiga de la escuela, de siete años, a ir a su casa para ver la película Enredados. Después, Jones suplicó a sus padres que le permitieran jugar con su amiga afuera a pesar de la hora avanzada. Los padres de Jones finalmente cedieron, y su madre le dijo a la niña que no quería que Jones estuviera fuera por mucho tiempo. La pequeña fue vista por última vez por sus padres, montada en su bicicleta rosa, aproximadamente a las 19 horas. A las 19:15 horas, Jones estaba jugando con sus amigos en la urbanización Bryn-y-Gog en Machynlleth.
Aproximadamente veinte minutos después de permitir que Jones saliera de la casa, su madre Coral se dispuso a buscarla. A las 19:29 horas, al no haber podido encontrar a su hija, Coral marcó el 999 para reportar la desaparición de la niña y llamó a un oficial de la policía de Dyfed-Powys. El primer oficial en la escena habló con un niño testigo que informó haber visto a Jones subirse voluntariamente a una camioneta gris. La policía de Dyfed-Powys inmediatamente actualizó la investigación a un "incidente crítico" y lanzó una búsqueda masiva en Machynlleth. Decenas de civiles, algunos alertados por las redes sociales, se unieron a la búsqueda, y el número aumentó a cientos en las primeras horas de la mañana del 2 de octubre.

## Búsqueda
El miércoles 3 de octubre de 2012, la madre de Jones hizo un llamamiento para obtener información sobre su hija. Al día siguiente, el primer ministro David Cameron también hizo un llamamiento al público, comentando que "claramente que te haya pasado esto, y el hecho de que ella sufre de parálisis cerebral, algo de lo que sé un poco por mis propios hijos, sólo empeora esto. Si saben algo, si vieron algo, oyeron algo, tienen alguna idea que puedan presentar, hable con la policía".
En los días posteriores a su desaparición, se montó una gran operación de búsqueda de Jones alrededor del área de Machynlleth, en la que participaron policía y equipos de búsqueda y rescate, así como cientos de voluntarios. El 12 de diciembre, la policía declaró que la búsqueda de April continuaría hasta 2013.
El 27 de marzo de 2013, la policía reveló que suspendería la búsqueda a fines de abril después de no poder localizar su cuerpo, y el 22 de abril, la policía confirmó que la búsqueda había terminado oficialmente. Las autoridades afirmaron que "un equipo reactivo de oficiales especialistas está disponible para responder a cualquier nueva información que se reciba". Esta fue la búsqueda de personas desaparecidas más grande en la historia de la policía del Reino Unido.

## Investigación de asesinato
Mark Bridger, un vecino de 46 años, fue arrestado la tarde del 2 de octubre de 2012, menos de 24 horas después de la desaparición de April. Se convirtió en sospechoso en el caso porque coincidía con una descripción del hombre y el vehículo, un Land Rover Discovery con volante a la izquierda en el que un testigo había visto entrar a April después de una conversación con el hombre.
El 5 de octubre de 2012, la policía designó oficialmente el caso como una investigación por asesinato; a pesar de que no se había encontrado un cuerpo, este fue el primer indicio de que la policía ahora tenía motivos para creer que April Jones estaba muerta. La presentadora de Sky News, Kay Burley, fue acusada de insensibilidad después de dar la noticia de la probable muerte de Jones en vivo a los voluntarios que la habían estado buscando. Los entrevistados no sabían que el caso había cambiado de una búsqueda de una persona desaparecida a una investigación por asesinato.
El 6 de octubre, Bridger fue acusado de secuestro de niños, asesinato e intento de pervertir el curso de la justicia. Apareció ante los magistrados en Aberystwyth el 8 de octubre, donde además fue acusado de ocultamiento ilegal y eliminación de un cuerpo. Fue puesto en prisión preventiva y detenido en el HMP Manchester en espera de una comparecencia en el Tribunal de la Corona de Caernarfon, que se produjo el 10 de octubre a través de viodeconferencia.
El 14 de enero de 2013, en Mold Crown Court, Bridger se declaró inocente del cargo de asesinato de April Jones, pero aceptó que él era "probablemente responsable" de su muerte. El juicio iba a comenzar el 25 de febrero en Mold Crown Court, pero se aplazó hasta el 29 de abril a petición del equipo de defensa de Bridger para realizar más investigaciones.

## Mark Bridger
Mark Leonard Bridger nació en el War Memorial Hospital de Carshalton (Surrey), el 6 de noviembre de 1965. Fue el segundo de tres hijos del policía Graham Bridger y su esposa Pamela. Tiene una hermana mayor y un hermano menor. Creció en una casa adosada en Wallington (Surrey). Asistió a la escuela secundaria John Ruskin en Croydon.
Bridger tuvo una serie de condenas por delitos menores que se remontan a mediados de la década de 1980. Cuando tenía 19 años fue condenado por delitos de armas de fuego y robo. Se mudó a Gales en la década de 1980, y allí fue condenado por daños criminales, riña y conducir sin seguro en 1991. Al año siguiente, fue condenado nuevamente por conducir mientras descalificado y sin seguro. En 2004, fue declarado culpable de agresión y conducta amenazante; en 2007 recibió su quinta condena, esta vez por agresión.
El historial laboral de Bridger fue variado; había sido trabajador de matadero, portero de un hotel, bombero, salvavidas, mecánico y soldador. Fue padre de seis hijos de cuatro mujeres, y estuvo casado una vez, con la madre de dos de sus hijos, desde 1990 hasta que el matrimonio terminó en divorcio varios años después.

## Juicio
El juicio de Mark Bridger comenzó el 29 de abril de 2013 ante el juez Griffith Williams. Un experto forense dijo ante el tribunal que se habían encontrado fragmentos de hueso humano compatibles con un "individuo más joven" en la chimenea de la cabaña de Bridger. La sangre encontrada en varias partes de la cabaña se comparó con el ADN de April, y fue suficiente para convencer a la policía de que la pequeña había sufrido heridas de las que no podría haber sobrevivido, y para convencer a la Fiscalía de la Corona de que acusara a Bridger de asesinato.
En su defensa, Bridger afirmó que accidentalmente había atropellado a April en su automóvil y no recordaba haber tenido que deshacerse de su cuerpo debido al alcohol y al pánico. El 29 de mayo, el juez concluyó su recapitulación y luego ordenó que el jurado se retirara para considerar sus veredictos. El 30 de mayo de 2013, Bridger fue declarado culpable de secuestro, asesinato y perversión del curso de la justicia. Más tarde ese mismo día, fue condenado a cadena perpetua, habiendo sido llamado "mentiroso patológico y simplista" y "pedófilo" por el juez.
Después del veredicto, se reveló que Bridger le había confesado al capellán de la prisión de los Strangeways que se había deshecho del cuerpo de April en el Afon Dulas, cuyo caudal fluye rápidamente, que pasa por la casa de Bridger antes de terminar en el río Dyfi, cerca de Machynlleth. La policía de Dyfed-Powys expresó sus dudas sobre estas afirmaciones y creyeron que esparció los restos de April por el campo cerca de su casa.
En julio de 2013, varias semanas después de haber cumplido su condena, Bridger fue atacado por un compañero de prisión, lo que provocó lesiones en la cara y la garganta, por las que recibió puntos de sutura. En diciembre de 2013, Bridger presentó una apelación contra su sentencia de cadena perpetua, pero retiró la apelación un mes después, pocos días antes de la fecha prevista para ser escuchada.

## Hechos posteriores
Aunque su cuerpo nunca fue encontrado, se recuperaron 17 fragmentos de hueso de la chimenea en la cabaña de Bridger. El funeral de April Jones se celebró en Machynlleth el 26 de septiembre de 2013, siendo enterrados los fragmentos en el cementerio local.
Después del arresto de Bridger, la policía descubrió una extensa colección de material de abuso infantil en su ordenador.
En noviembre de 2013, luego de la campaña de los padres de Jones, que también fue respaldada por varios periódicos nacionales, los motores de búsqueda Google y Bing modificaron sus sistemas para bloquear los resultados de las búsquedas destinadas a producir imágenes de abuso infantil.
El 4 de agosto de 2014, se anunció que la cabaña en Ceinws donde se cree que April fue asesinada, había sido comprada por el Gobierno de Gales por 149 000 libras, después de haber estado vacía desde el arresto de Bridger casi dos años antes. La cabaña fue demolida en noviembre de 2014. La familia de April vio cómo se demolía la casa.